# قيقب أجرد
القيقب الأمرد نوع نباتي ينتمي إلى جنس القيقب من الفصيلة الصابونية.